# Stidsvig
Stidsvig est une localité suédoise dans la commune de Klippan en Scanie.
Sa population était de 754 habitants en 2010.